# Anastrangalia kasaharai
Anastrangalia kasaharai là một loài bọ cánh cứng trong họ Cerambycidae.